# Tobías Bolaños Palma
Domingo Tobías de Jesús Bolaños Palma (Santo Domingo, 2 de noviembre de 1892 - San José, 19 de octubre de 1953) fue el primer aviador graduado costarricense, estudió aviación en Francia, luchó en la Primera Guerra Mundial, condecorado en varias ocasiones , primer tico que vuela en cielo costarricense el 19 de diciembre de 1929, sentó las bases de la aviación en Costa Rica, reconocido por su valentía, servicio y patriotismo.

## Biografía

### Infancia y adolescencia
Bolaños Palma nació el 1 de noviembre de 1891 en el distrito de San Miguel Sur de Santo Domingo. Por un error recurrente, se ha indicado que su fecha de nacimiento fue el 2 de noviembre de 1892. De ahí la importancia de que se corrija. Sus padres Francisco Bolaños y Luisa Palma, ambos campesinos, fue el quinto de catorce hijos.
Su ascendencia fue muy humilde, y eso era algo que Tobías Bolaños quería superar a toda costa. Aún con la negativa de sus padres, a los que incluso llega a culpar de su inconstancia en la escuela; logra terminar sus estudios primarios y secundarios, haciendo un gran esfuerzo, en el que demostró su inteligencia y perseverancia en el estudio y deseos de superación. 
La primaria la hizo en Santo Domingo de Heredia y la secundaria en el Liceo de Costa Rica.
En ambos centros educativos se destacó por estas cualidades.
Mientras estudiaba en San José, trabajaba ocasionalmente como mensajero, cobrador, panadero y lo que apareciera para llegar a su meta. Una beca, de unos 30 pesos de aquellos años, le ayudó también a cumplir su sueño de graduarse del Liceo.
El resto de este texto, cae en reiterados errores históricos referidos a este personaje, por lo que recomendamos leer directamente su biografía, clara y apegada a la verdad histórica de la Sra. Marta Zamora González; titulado: Tobías Bolaños Palma: el vuelo.
/

## Inicios de la Aviación en Costa Rica
Su infancia y adolescencia transcurren con normalidad en los barrios heredianos de aquel entonces, por la cabeza de aquel adolescente sólo estaban las labores diarias y sus responsabilidades de estudio. Para el año de 1912 la tranquilidad de las personas del Valle Central fue alterada por el vuelo de una gran ave con sonido estruendoso. Fue hasta ese año cuando los costarricenses lograron ver a un aviador surcar el cielo capitalino en una nave que había llegado por barco a Limón, totalmente desarmada, perteneciente al piloto estadounidense Jesse Seligman, quien vino a dar un espectáculo aéreo, a pesar de haber tenido contratiempos, ya que la primera vez que intentó volar el fuerte viento lo derribó, algo que caracterizó muchos de los primeros vuelos en nuestro país debido a la falta de la tecnología y experiencia.
Para ese entonces Tobías se sentía atraído por estos aeroplanos.  Mientras cursaba su último año de colegio, llegó a Costa Rica el célebre aviador francés Marius Tercé de 24 años de edad, Tobías interesado en aprender aviación conversó con Tercé, ya que en Costa Rica no encontró apoyo para aprender, Tercé se ofreció a enseñarle en Francia, por lo que Tobías apresuradamente pidió ayuda a su profesor Brenes Mesén para poder finalizar sus estudios de forma anticipada. El 7 de mayo de 1914 a bordo del Vapor francés Venezuela, Tobías se trasladó a París, Francia, donde por desgracia suya, el piloto francés le dio la espalda. Tobías Bolaños consiguió ayuda del Marqués Manuel María de Peralta y Alfaro, embajador costarricense en ese país, obteniendo un certificado como piloto mecánico.
Para ese entonces, Costa Rica pasa por una seria crisis económica, ya que Costa Rica se ve afectada indirectamente por el inicio de la Primera Guerra Mundial, por lo que el gobierno del presidente Alfredo González Flores suspende  toda ayuda económica a Bolaños. Como fue característico de Tobías, su esfuerzo, coraje y valor, además de la necesidad de no morir de hambre, lo llevan a enrolarse en el ejército francés, donde se entrena en aviones de guerra.
Para inicios del año 1915 Tobías Bolaños sirviendo en el ejército francés, es herido en un brazo por una bala que penetra su avión, durante su recuperación, su valentía le hizo ganar un lugar en la escuela de aviación militar de Pont-Long en Pau al sur de Francia.
Tobías se destacó por ser un excelente aprendiz de piloto, por su ofrecimiento para probar nuevos diseños de aviones, un 16 de agosto de 1915 faltando de quince días para graduarse como piloto, Tobías sufre un accidente al poner a prueba un avión tipo Moranne, por cuyo accidente se le  amputó su pierna derecha, (se dice que su pierna fue enterrada con honores en Francia). Por ello fue contratado en la escuela de aviación, donde continuó piloteando y fue condecorado por el gobierno francés.

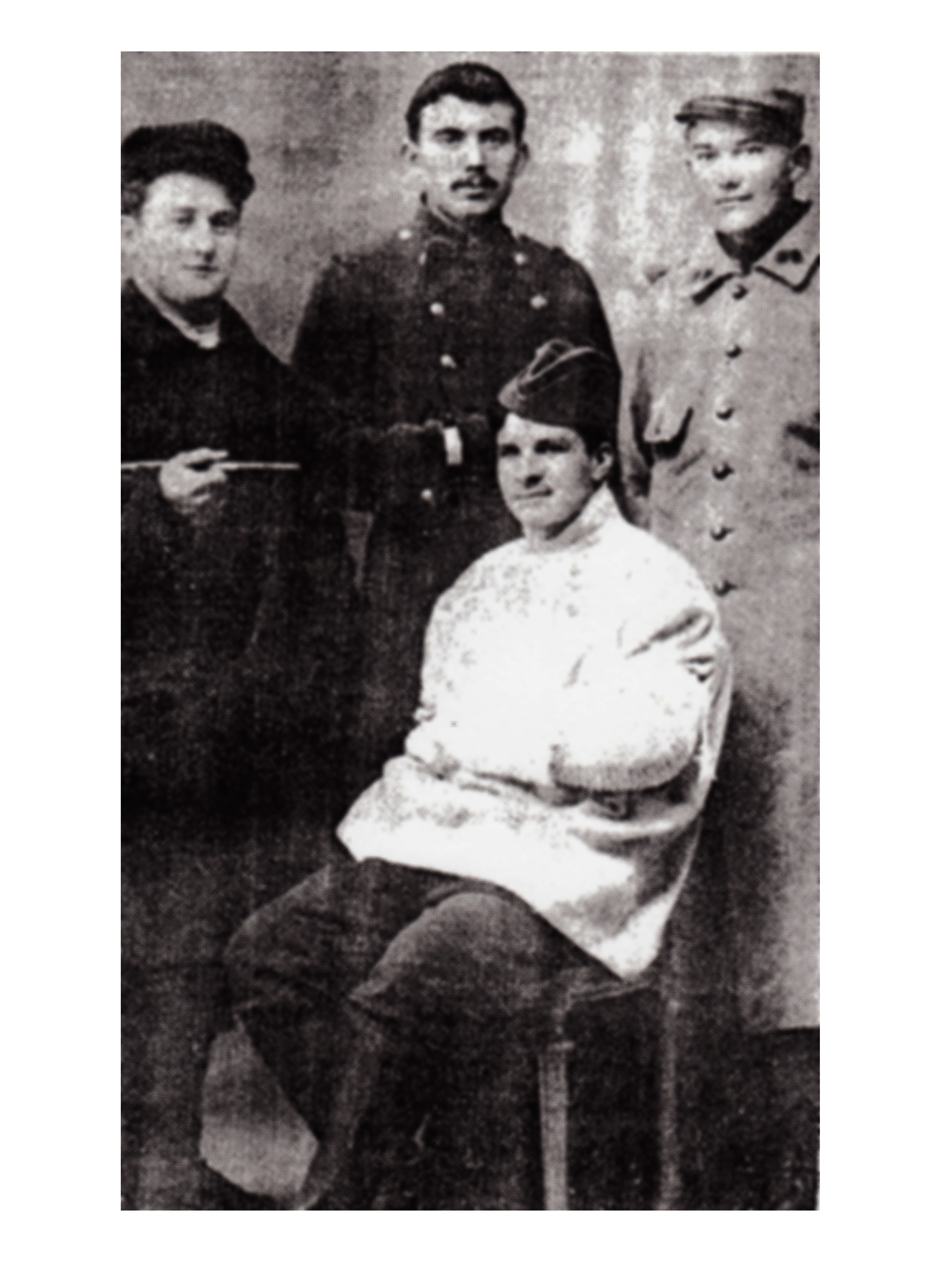
Tobías Bolaños Palma y Compañeros de la Aviación del Ejército Francés

Antes de finalizar la guerra, regresa a Costa Rica un 26 de mayo de 1917, con una condecoración y una pensión vitalicia del gobierno francés, además de una pierna de palo. En sus primeros días de estancia en el país, Tobías busca a Anita Azofeifa, su novia, quien había dejado para irse a Francia sin despedirse, con quien finalmente se casó. Para ese mismo año el General José Joaquín Tinoco Granados le otorga una posición honoraria en la milicia costarricense.
Pero realmente su único deseo era poder seguir piloteando, algo casi imposible debido a que nuestra milicia no poseía aeroplano alguno, razón por la cual puso sumo interés en los jets “Yankees” de Panamá.
Posteriormente Tobías se dirige a la Zona del Canal de Panamá donde trabaja como piloto para una empresa Norteamericana.

## Primer Piloto de Costa Rica
Para 1929 el gobierno Mexicano dona al gobierno Costarricense un avión tipo AVRO (fabricado en madera), a dicha nave se le llamó “Juan Santamaría" en honor del héroe nacional de 1856, para ese entonces Bolaños solicitó ser el piloto de esta aeroplano, don Cleto González Víquez, presidente de Costa Rica en ese entonces, tardó en dicha decisión, el “Juan Santamaría” esperaba en abandono por ser piloteado en un hangar improvisado, ya que el avión en el momento en que fue remolcado, clava su hélice y se destroza, por lo que le fabrican una de madera. Pero no fue hasta diciembre de 1929 que don Cleto decide que se debe de realizar una celebración en el antiguo Aeropuerto de La Sabana (considerada como una pista de aterrizaje problemática), donde se presentará el aeroplano.
De forma inesperada se le comunica a Tobías Bolaños de que debe pilotear la aeroplano el 19 de diciembre, Tobías acepta pese a no conocer el estado actual del mismo y sin tiempo para preparativos.
Ese día La Sabana, (actualmente Parque Metropolitano La Sabana), se encontraba repleta de gente curiosa por observar dicho espectáculo, un rápido chequeo por parte de Tobías debido a la presión del momento es suficiente para que suba al “Juan Santamaría” e inicie con el vuelo tan esperado, Tobías impresiona a todos con grandes acrobacias aéreas, sobrevuelos bajos y caídas en picada, pero luego de 45 minutos de vuelo la aeroplano sufre un desperfecto, su hélice y motor se dañan en pleno vuelo , Tobías a sabiendas de que bajo de él se encuentra gran cantidad de personas y en medio de la pista de aterrizaje, hace toma total de sus habilidades para aterrizar el avión con poco opción para maniobrar debido a la baja altura en ese momento; el avión tuvo un final trágico, esto debido a que logra aterrizar el avión sobre un palo de guaba en una finca propiedad de los Giustiniani, al oeste de la Sabana. Tobías ese día fue vitoreado por todo el público mientras era bajado del ya inservible aparato volador.
Pasó la mayor parte de su vida, esperando y solicitando al Gobierno de Costa Rica que le comprara un avión; algo que nunca se dio. Volvió a Francia en dos ocasiones más después de su estadía entre 1914 y 1917. En ambas ocasiones por unos meses y financiado por los costarricenses que con donaciones, le facilitaron sus estadías.

## Su Legado
El piloto Tobías Bolaños Palma además de ser el primer aviador costarricense, es el primer instructor de aviación en Costa Rica.
Su recuerdo como primer piloto graduado de Costa Rica, anécdotas de guerra y por el estímulo que dio a los futuros aviadores ticos y por sobre todo, las dificultades que enfrentó para realizar su sueño de volar, sentando las bases de la aventura de la aviación en nuestro país, fundó una escuela de aviación.
No fue el primer piloto aviador costarricense, es un error recurrente en la historia, que debe ser corregido.

## Personalidad
Se le recuerda como un hombre pequeño, de nariz aguileña, mirada alegre, con un tono de voz fino y alegre que lograba despertar una simpatía muy propia de él.
Tobías se destacó por ser desde joven un hombre enérgico, estudiado, amante de la lectura, un hombre muy colaborador en cualquier situación, se caracterizaba por el uso de una gorra propia de su tiempo, admirado por todos al recordar sus proezas a pesar de tener una pierna de palo y ser hombre de gran humildad.

## Muerte del Héroe
Por causa de sufrir un cáncer de colon, Tobías Bolaños decide acabar con su vida el 19 de octubre de 1953, disparándose en el pecho a la edad de 60 años, en el parque nacional en el centro de San José.

## Reconocimiento
Tobías Bolaños obtuvo varios reconocimientos fuera de Costa Rica, país que tanto amó, mas no así dentro de él. No fue hasta el 8 de octubre de 1972 que mediante la Ley 5109 se decreta que el Aeropuerto de Pavas, llevaría su nombre “Aeropuerto Internacional Tobías Bolaños”, reconocimiento al que nadie en el país se opuso.